# واق أسترالي
واق أسترالي (باللاتينية: Botaurus poiciloptilus) ويسمى أيضاً بــ الواق البُني هو نوع من الطيور الكبيرة من عائلة البلشونيات ويتواجد في أستراليا ونيوزيلندا وكالدونيا الجديدة وجزيرة أوفيا، يتغذى هذا الطير على الحيوانات المائية من الضفادع والأنقليسات والقشريات ويتواجد غالباً باللون البُني مع نقاط سوداء شاحبة.

## معرض صور

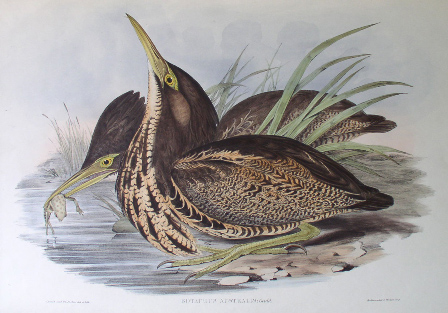
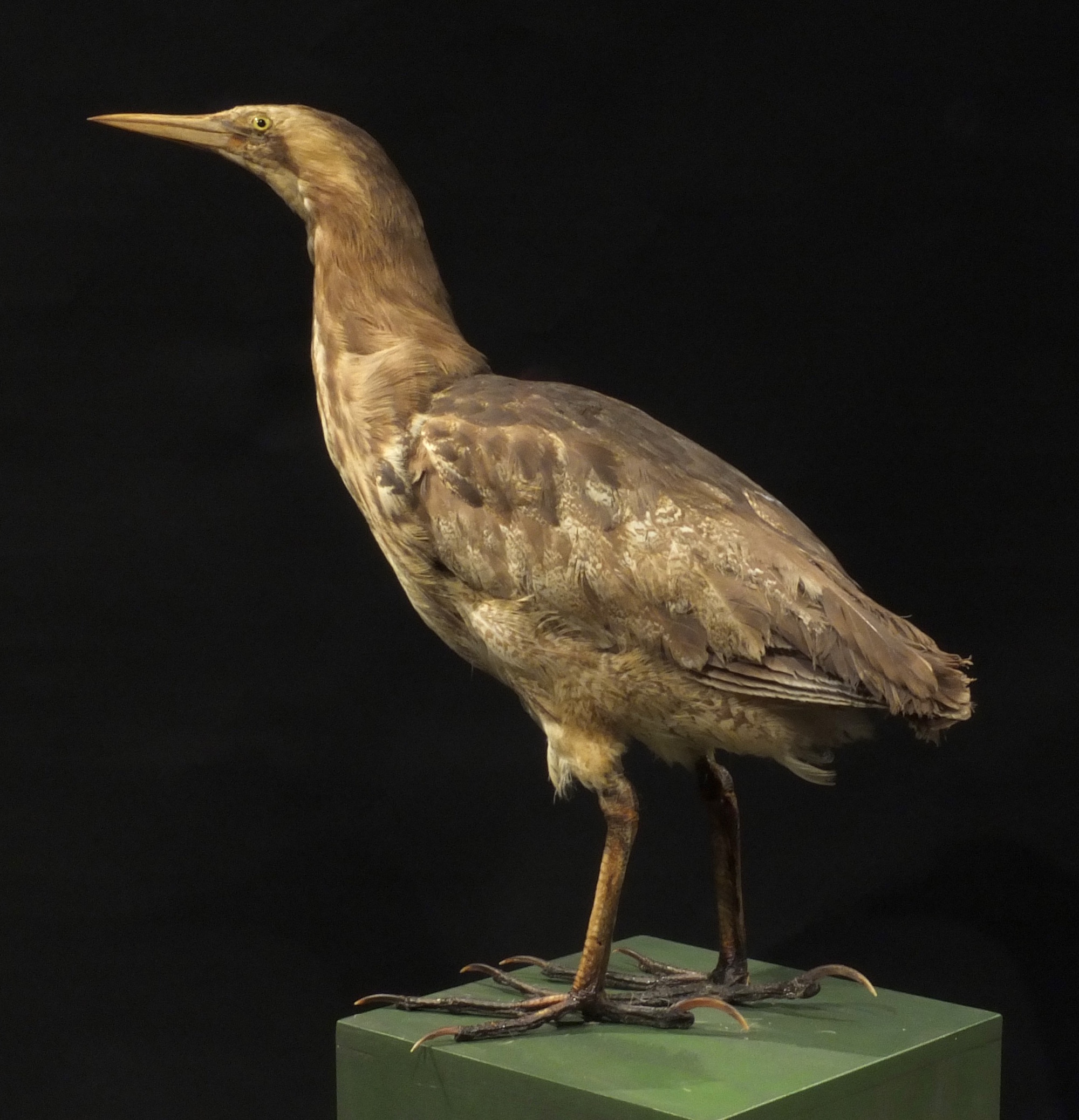
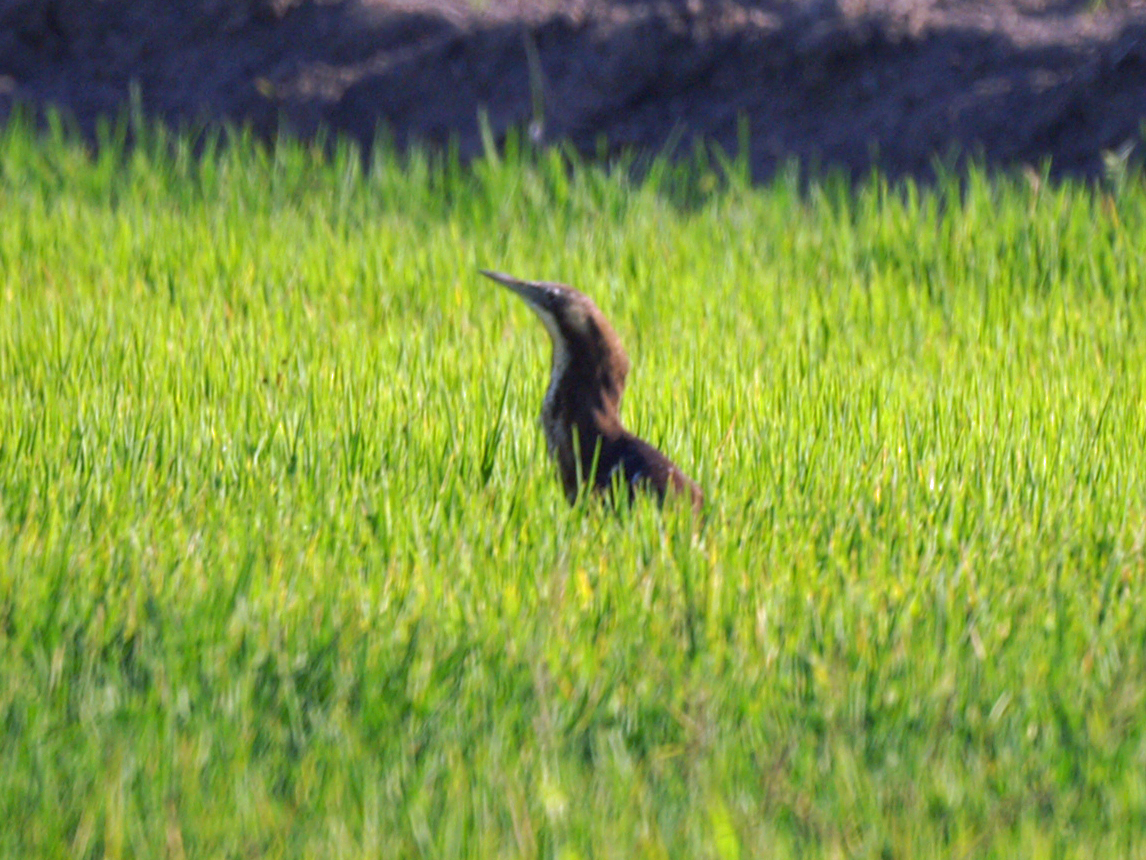